# コール オブ デューティ ワールドウォーII
『コール オブ デューティ ワールドウォーII』（英語: Call of Duty: WWII）は、2017年11月3日に全世界で発売された、第二次世界大戦を舞台とするFPSゲームソフト。略称は『CoD:WWII』。コール オブ デューティシリーズ本編の14作目。対応ハードはPlayStation 4、Xbox One、Microsoft Windows。

## 概要
FPS（一人称視点のシューティングゲーム）のコール オブ デューティシリーズの作品。近年のCoDシリーズは現代や未来の戦いを描いた作品がリリースされていたが、『コール オブ デューティ　ワールド・アット・ウォー』以来およそ10年ぶりに第二次世界大戦（ワールドウォーII）を題材にした作品になる。
CoDシリーズは複数の開発会社が数年毎にローテーションで開発しているが、本作は『コール オブ デューティ アドバンスド・ウォーフェア』を開発したSledgehammer Gamesが担当する。
通常版の他、ダウンロードコンテンツのシーズンパスがセットになったデジタルデラックスエディションも同時発売される。
登場人物として俳優のジョシュ・デュアメルとジョナサン・タッカーが出演している。
本作のキャンペーンでは、ヘルスの自動回復はなく、治療したければ仲間の兵士から救急パックを受け取らなければならないといった、リアル志向なゲームデザインが採用されている。なお、救急パックは上限付きながらストックが可能。
発売から3日間の売り上げは5億ドルを超えた。2017年、PlayStation 4のダウンロード版で最も売れたゲームとなった。
本作のWindows版はのちの2025年にXbox版とともにXbox Game Pass作品として配信が開始されたが、任意コード実行の脆弱性が判明し、一時的にオンラインサービスを中断した。

## 登場人物

### キャンペーンモード

#### アメリカ陸軍

##### 第1歩兵師団第16歩兵連隊(1st Infantry Division 16th Infantry Regiment)
ロナルド・レッド・ダニエルズ上等兵(Pfc.Ronald “Red” Daniels)
演 - ブルット・ジンマーマン
キャンペーンモードの主人公。テキサス州ロングビュー生まれの19歳。後に「D-day」と呼ばれるノルマンディー上陸作戦に新人兵として参加し、ドイツ本土へと攻め入るべくヨーロッパ戦線を戦い抜いていく。
正義感と仲間意識が強いが、過去の出来事から銃を取ることに若干のトラウマがあり、故郷に彼女も置いてきているため、最初は戦争に対して消極的な姿勢を見せる。しかし死線を越えて行くうちに勇敢な兵士へと成長していく。
ゲーム終了までに伍長へと昇進する。
ウィリアム・ピアソン一等軍曹(Tsgt.William Pierson)
演 - ジョシュ・デュアメル
第一歩兵師団の軍曹。チュニジア戦線を経験したベテラン兵士。過去にカセリーヌ峠の戦いにおいて、取り残された部下を助けようとしてより多くの犠牲を出してしまったことから、部下よりも任務遂行を第一と考え、任務の為ならば部下の命も惜しまない。その為、ターナーとはよく対立する。
部下に対しても理不尽なほどの厳しさを見せる為、評判は良くない。
分隊アビリティは「敵兵士捕捉」。
ロバード・ザスマン上等兵(Pfc.Robert Zussman)
演 - ジョナサン・タッカー
ダニエルズの親友。よく軽口を叩くが、勇敢な兵士。ダニエルズと共にヨーロッパ戦線の死闘をくぐり抜けていく。
ドイツ系ユダヤ人であり、少しだがドイツ語を喋れることが途中で判明する。
分隊アビリティは「医療キット補給」。
ジョセフ・ターナー中尉(1Lt.Joseph Turner)
演 - ジェフリー・ピアース
ダニエルズ達の所属する第一小隊の小隊長。部下の命を第一と考える為、ピアソン軍曹とはよく対立する。
分隊アビリティは「弾薬補給」。
「493高地」の戦闘にて戦死する。
ドリュー・スタイルズ二等兵(Pvt.Drew Stiles)
演 - ケビン・クバル
ダニエルズの戦友。眼鏡が特徴。スーパーマンの、クラーク・ケントに似ていると言われる。故郷に戻ったらライフ誌のカメラマンになろうとしており、戦場にもカメラを持ち込んでいる。彼のみ大卒である。
分隊アビリティは「グレネード・スモーク補給」。
フランク・アイエロ五等特技兵(技術伍長)(T/5.Frank Aiello)
演 - ジェフ・シーン
ダニエルズの戦友。チュニジア戦線を経験した古参兵。
ハワード伍長(Cpl.Howard)
演 - ラッセル・リチャードソン
黒人の工兵。ダニエルズの部隊に合流する。
デイビス大佐(Col.Davis)
演 - マット・リーディー
アメリカ陸軍第1歩兵師団の大佐。

##### 第745戦車大隊(745th Tank Battalion)
オーグスティン・ペレズ二等軍曹(Ssgt.Augustine Perez)
演 - クリスチャン・ランツ
戦車兵。
ラブソン(Rabson)
戦車兵で、ドイツ戦車との交戦で戦死。
ミルズ(Mills)
戦車兵で、ペレズの相棒。シュトゥーカの攻撃によって戦死する。

#### アメリカ陸軍航空軍
ローバー・ジョー(Rover Joe)
アメリカ陸軍航空軍の司令官。

##### 第509戦闘航空隊(509th Fighter Squadron)
マシュー・ウェバー少尉(2Lt.Matthew Weber)
P-47のパイロット。

#### レジスタンス
ルソー(Camille “Rousseau” Denis)
演 - ベラ・デイン
本名はカミーユ・デニス。マキ所属のレジスタンスの女性兵士で、ナチスによって両親と夫と息子を殺害されている。
「解放」においてはナチスドイツの駐在武官「ゲルダ・シュナイダー」として潜入する。

#### 特殊作戦執行部
アーサー・クロウリー少佐(Maj.Arthur Crowley)
演 - デイビット・アルパイー
特殊作戦執行部に所属する英国軍兵士。
ビビアン(Vivian)
演 - ヘレン・サドラー
クロウリーの部下である女性兵士。

#### ナチスドイツ
ハインリッヒ(Heinrich)
演 - J・ポール・ボーマー
ルソーの家族を奪った親衛隊少将。親衛隊及び警察指導者。
カール・フィッシャー(Karl Fischer)
演 - ジェフ・フィッシャー
クロウリーの協力者であるドイツ軍大佐。
パリ解放の為に爆弾を用意する。
メッツ(Metz)
ドイツ軍の将校。強制収容所の監督をしている。

#### 民間人
ポール・ダニエルズ(Paul Daniels)
演 - クリス・ブロウニング
主人公の兄。カウボーイ。
ヘイゼル・ダニエルズ(Hazel Daniels)
主人公の妻。
エリカ（Erika）、アナ（Anna）
アーヘンで逃げ遅れていた姉妹。

### ゾンビモード
マリー・フィッシャー
演 - キャサリン・ウィニック
盗まれた絵画を取り戻しに来た一団の協力者。
ジェファーソン・ポッツ
演 - ヴィング・レイムス
絵画を取り戻しに来た一団の一人で、肉体的にも精神的も強靭である。
オリビア・デュラン
演 - エロディ・ユン
絵画を取り戻しに来た一団の一人。ルーブル美術館にて美術史の専門家として勤務していた経験があるほか、兵器にも精通している。
ドロスタン・ハインド
演 - デイヴィッド・テナント
盗まれた絵画を取り戻しに来た一団の協力者で、絵画泥棒の前科を清算するために協力させられている。

## シングルプレイ ステージ
1.「D-デイ」1944年6月6日
場所:フランス・ノルマンディー地方・カルヴァドス県オマハビーチ

2.「コブラ作戦」1944年7月25日
場所:フランス・カルヴァドス県カーン

3.「要塞」1944年7月26日
場所:フランス・マンシェ県マリニー

4.「特殊作戦執行部」1944年8月20日
場所:フランス・オルヌ県アルジャンタン付近

5.「解放」1944年8月25日
場所:フランス・パリ・パリ警視庁本部

6.「巻き添え」1944年10月18日
場所:ドイツ・アーヘン

7.「死の森」1944年11月14日
場所:ドイツ・ベルギー国境地域・ヒュルトゲンの森

8.「493高地」1944年11月14日
場所:ドイツ・ヒュルトゲン・493高地

9.「バルジの戦い」1944年12月25日
場所:ベルギー・ルクセンブルク国境地域・アルデンヌ

10.「待ち伏せ」1944年12月27日
場所:ベルギー・アルデンヌ

11.「ライン川」1945年3月7日
場所:ドイツ・レマーゲン・ルーデンドルフ橋

12.「エピローグ」1945年4月5日
場所:ドイツ・ベルガ捕虜収容所

## ゲームモード
キャンペーンモード、マルチプレイヤーモード、協力プレイモードがある。

### ゾンビモード
プレイヤーは、第二次世界大戦のさなかに枢軸軍が盗んだ絵画を回収するために、ドイツのバイエルン州にあるミッテルブルクを訪れた団体の一人を操作してゲームを進めていく。2017年4月27日午前2時（日本時間）にSledgehammer Gamesの代表・グレン・スコフィールドが発表したところによると、本作のゾンビモードは第二次世界大戦末期のナチス・ドイツが軍隊を作ろうと努力する物語であるとされている。

## 反応

### 表彰

#### 2017年
- Game Critics Awards
  - ノミネート：「Best Action Game」、「Best Online Multiplayer」[17]
- ゴールデンジョイスティックアワード
  - ノミネート：「Most Wanted Game」[18]
- The Game Awards
  - ノミネート：「Best Multiplayer」[19]
- Fun & Serious Game Festival
  - ノミネート：「Best Action Game」[20]

#### 2018年
- Guild of Music Supervisors Awards
  - ノミネート：「Best Music Supervision in a Video Game」[21]
- 視覚効果協会賞
  - ノミネート：「Outstanding Visual Effects in a Real-Time Project」[22]
- D.I.C.E. Awards
  - ノミネート：「Action Game of the Year」、「Outstanding Achievement in Online Gameplay」、「Outstanding Achievement in Original Music Composition」[23]
- National Academy of Video Game Trade Reviewers Awards
  - ノミネート：「Camera Direction in a Game Engine」[24]
- Italian Video Game Awards
  - ノミネート：「People's Choice」[25]
- SXSWゲーム賞
  - ノミネート：「Excellence in SFX」、「eSports Game of the Year」[26]
- 16th Annual Game Audio Network Guild Awards
  - 受賞：「Music of the Year」、「Sound Design of the Year」、「Best Original Soundtrack Album」、「Best Interactive Score」、「Best Original Instrumental」（曲名「A Brotherhood of Heroes」）、「Best Game Audio Article, Publication or Broadcast」[27]
  - ノミネート：「Best Cinematic/Cutscene Audio」[27]
- 英国アカデミー賞ゲーム部門
  - ノミネート：「Audio Achievement」[28]
- 米国作曲家作詞家出版者協会
  - ノミネート：「2017 ASCAP Video Game Score of the Year」[29]
- BBC Radio 1's Teen Awards
  - ノミネート：「Best Game」[30]
- 日本ゲーム大賞
  - 受賞：「グローバル賞 海外作品部門」、「優秀賞」[31]
- ゴールデンジョイスティックアワード
  - ノミネート：「Best Competitive Game」、「eSports Game of the Year」[32]

## 備考
- 日本語版は日本語吹き替え版となっている。ただし、デモシーンのセリフによっては英語音声になっていることもある。
- この作品以降、日本でXBOX ONEのディスク版は販売されていない。（2023年現在）